# USS Somerset (LPD-25)
Pour les articles homonymes, voir USS Somerset.
L’ USS Somerset (LPD-25) est un Landing Ship Dock de classe San Antonio de l’United States Navy. C’est le quatrième navire de la marine et le deuxième navire de guerre à porter ce nom, les deux premiers étant un bateau à moteur à coque en bois et un ferry.
Le premier navire de guerre, un cargo armé de la Seconde Guerre mondiale, a été nommé d’après les comtés du Somerset du Maine, du Maryland, du New Jersey et de Pennsylvanie.
Le navire moderne a été nommé spécifiquement pour le comté de Somerset en Pennsylvanie, en l’honneur des passagers qui sont morts sur le vol United Airlines 93, qui a été détourné lors des attentats du 11 septembre 2001. Les passagers ont empêché l’avion d’atteindre sa cible prévue en le forçant à s’écraser dans le canton de Stonycreek, dans le comté de Somerset, en Pennsylvanie. La phrase « Let’s Roll », prononcée par un passager du vol 93 de United Airlines avant de tenter de prendre d’assaut le cockpit du vol condamné, est peinte sur le navire au-dessus du pont arrière, avec un sceau « 93 » qui reflète le drapeau « 93 » vu flottant sur le navire sur de nombreuses photos. Selon les mots du secrétaire à la Marine Gordon R. England :

« Le courage et l’héroïsme des personnes à bord du vol ne seront jamais oubliés et l’USS Somerset laissera un héritage qui ne sera jamais oublié par ceux qui souhaitent faire du mal à ce pays. »

## Construction
Environ 22 tonnes d’acier provenant d’une dragline Marion 7500 qui se trouvait près du site du crash du vol 93 ont été utilisées pour construire la quille du Somerset.
Le contrat de construction du Somerset a été attribué le 21 décembre 2007 à Northrop Grumman Ship Systems de Pascagoula, Mississippi. Sa quille a été posée le 11 décembre 2009 au chantier naval Avondale de Northrop Grumman à La Nouvelle-Orléans, en Louisiane. Il a été lancé le 14 avril 2012 et baptisé trois mois plus tard, le 28 juillet, parrainé par Mme Mary Jo Myers, l’épouse du général Richard Myers, ancien chef d’état-major interarmées. Il a terminé ses essais d'acceptation en septembre 2013,.
Le 3 février 2014, le Somerset a été enregistré comme le dernier navire de la marine à quitter le chantier naval d’Avondale, avant sa fermeture. Il a été mis en service le 1er mars 2014 à Philadelphie, en Pennsylvanie.

## Galerie

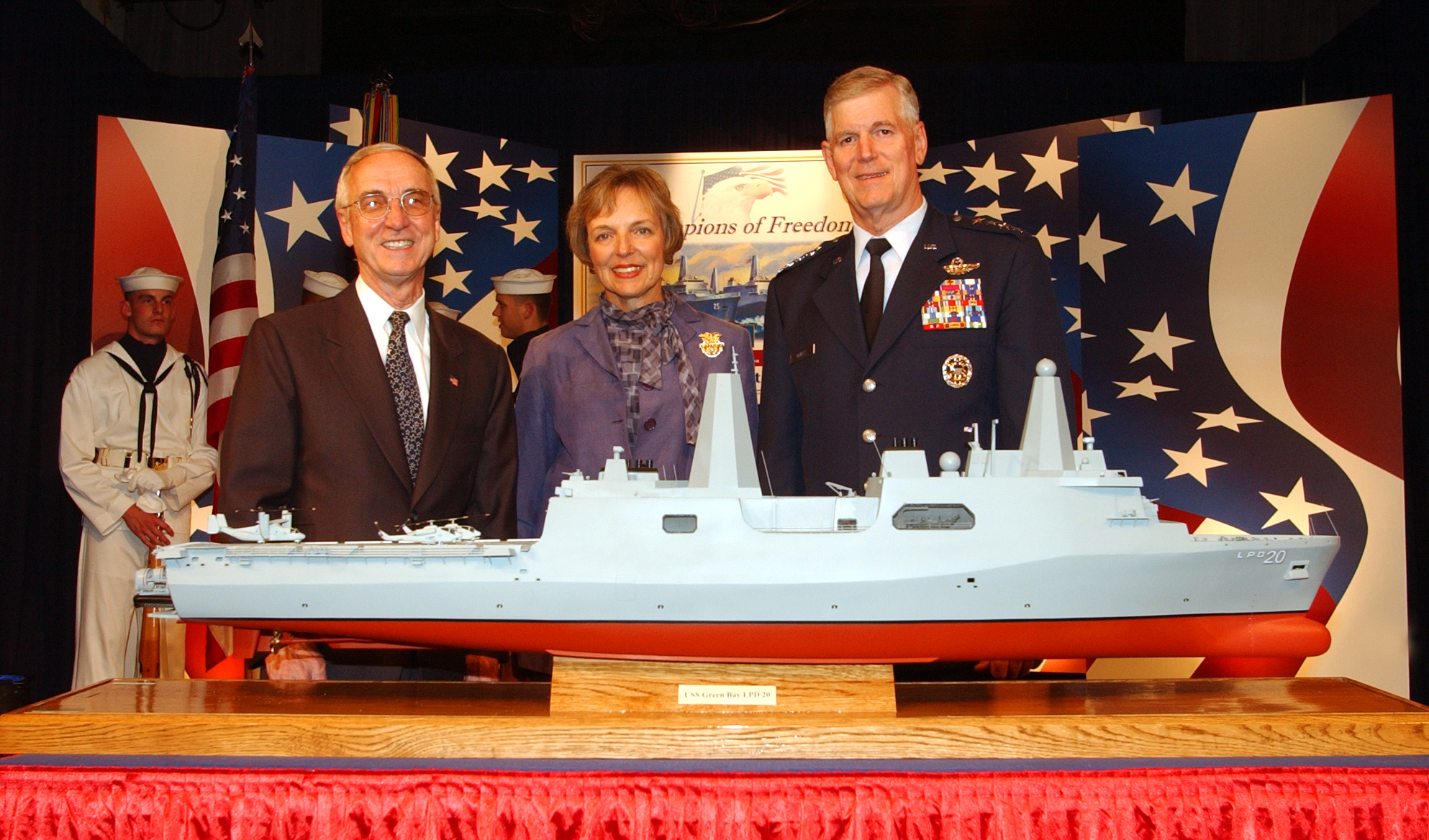
Le chef d’état-major interarmées, le général Richard B. Myers, son épouse Mary Jo et le secrétaire à la Marine Gordon R. England posent à côté d’une maquette de l’USS Somerset (LPD-25).